# دارودسته یوگی
دارودسته یوگی (انگلیسی: Yogi's Gang) که در ایران با نامِ یوگی و دوستان دوبله و پخش شد، یک مجموعهٔ تلویزیونی آمریکایی و از تولیدات هانا-باربرا است که بر اساس شخصیت یوگی و دوستانش ساخته شد و در سال ۱۹۷۳ میلادی منتشر شد.

## برخی شخصیت‌ها
- یوگی
- بو-بو خرسه
- مورچه اتمی
- هاکلبری هاوند
- ماگیلا گوریل
- پیتر پوتاموس
- والی گیتور
- اسنگلپوس
- کوئیک درا مک‌گرا
- بابا لویی
- اسنوپر و بلبر
- یاکی دودل
- اسکوئیدلی دیدلی
- توشه لاک‌پشت و دام دام
- لیپی و هاردی هارهار
- پیکسی و دیکسی و مستر جینکس
- هاکی ولف و دینگ -آ-لینگ وُلف
- یاکی دودل
- اوگی داگی و داگی ددی